# ナンショウダイダイ
ナンショウダイダイ（南庄橙、学名：Citrus taiwanica （Tanaka & Shimada））は、柑橘類の一種である。台湾の固有種。

## 概要
ナンショウダイダイは、台湾の竹南郡南庄（現在の苗栗県南庄郷）に住んでいた湯本矢太郎が発見。後に柑橘類専門家の田中長三郎博士と植物研究家（当時:農業試験所員）の島田彌市が、共同で新種として1926年に発表した。

## 特徴
ナンショウダイダイの最も重要な特徴は、小さい枝に長い棘を備えていることである。果実はとても酸っぱい。常緑樹で高さは4メートルまで伸びる。

### 書籍
- 臺灣植物誌 第二版 第三巻、P516、1993年、陸續出版
- 台灣高等植物彩色圖誌 第六卷、p118、應紹舜

### リンク
- 南庄橙 認識植物（繁体字）